# Grand Hotel Saltsjöbaden
Il Grand Hotel Saltsjöbaden (ufficialmente Grand Hôtel Saltsjöbaden) è un albergo sito nella località di Saltsjöbaden, a sud-est di Stoccolma, in Svezia. 

## Storia
L'hotel è stato costruito su iniziativa di Knut Agathon Wallenberg ed è stato inaugurato nel 1893 dal re Oscar II. L'hotel è stato di proprietà della famiglia Wallenberg fino al 1999, quando è stato acquistato da Nordisk Renting, che nel 2002 lo ha venduto alla catena Helnan Hotels del direttore alberghiero danese-egiziano Enan Galaly.
L'hotel è particolarmente noto per il fatto che il 20 dicembre 1938 ha ospitato la firma dell'Accordo di Saltsjöbad. Nel 1962, 1973 e 1984 ha accolto tre riunioni del Gruppo Bilderberg.

## Interni

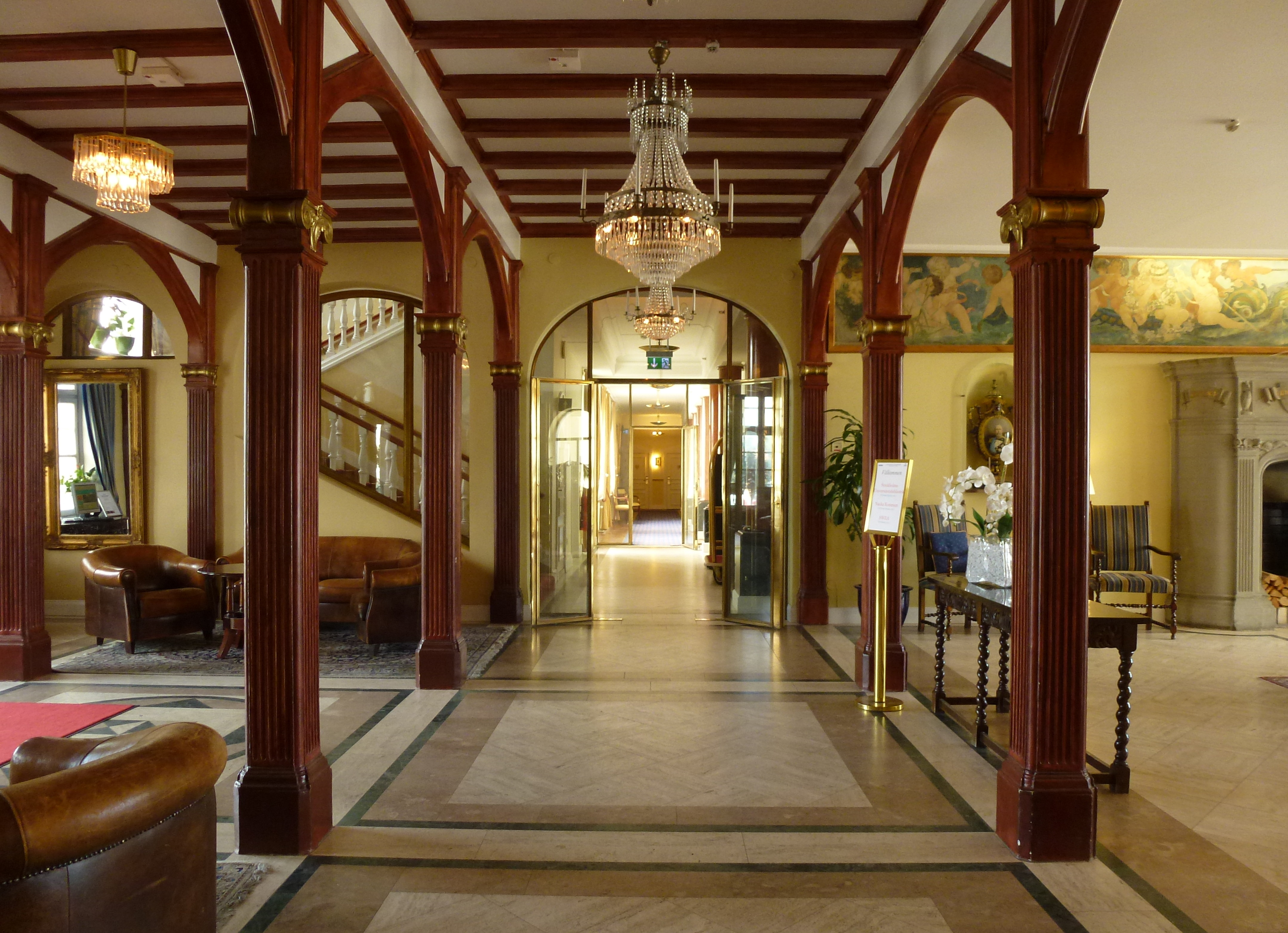
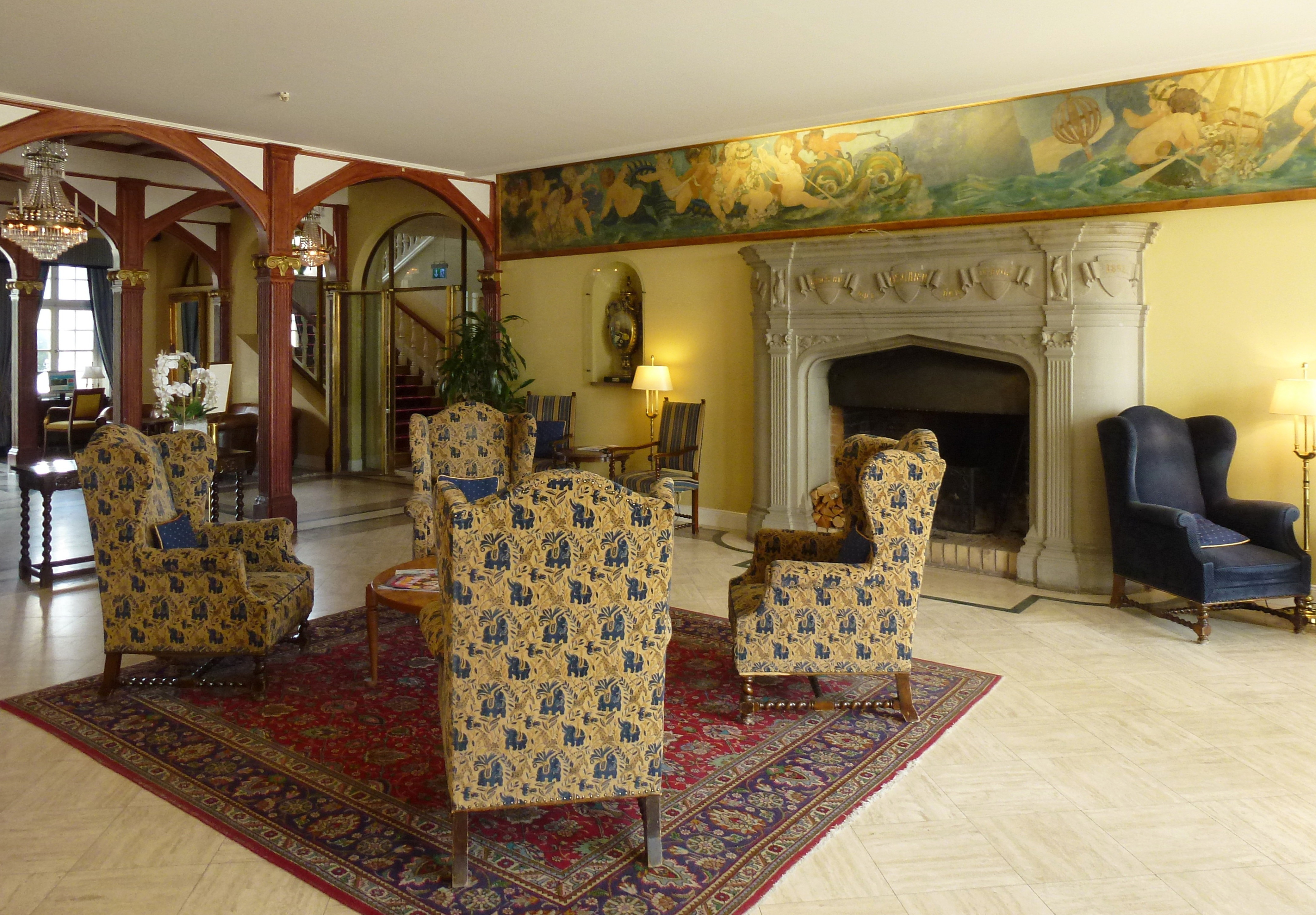
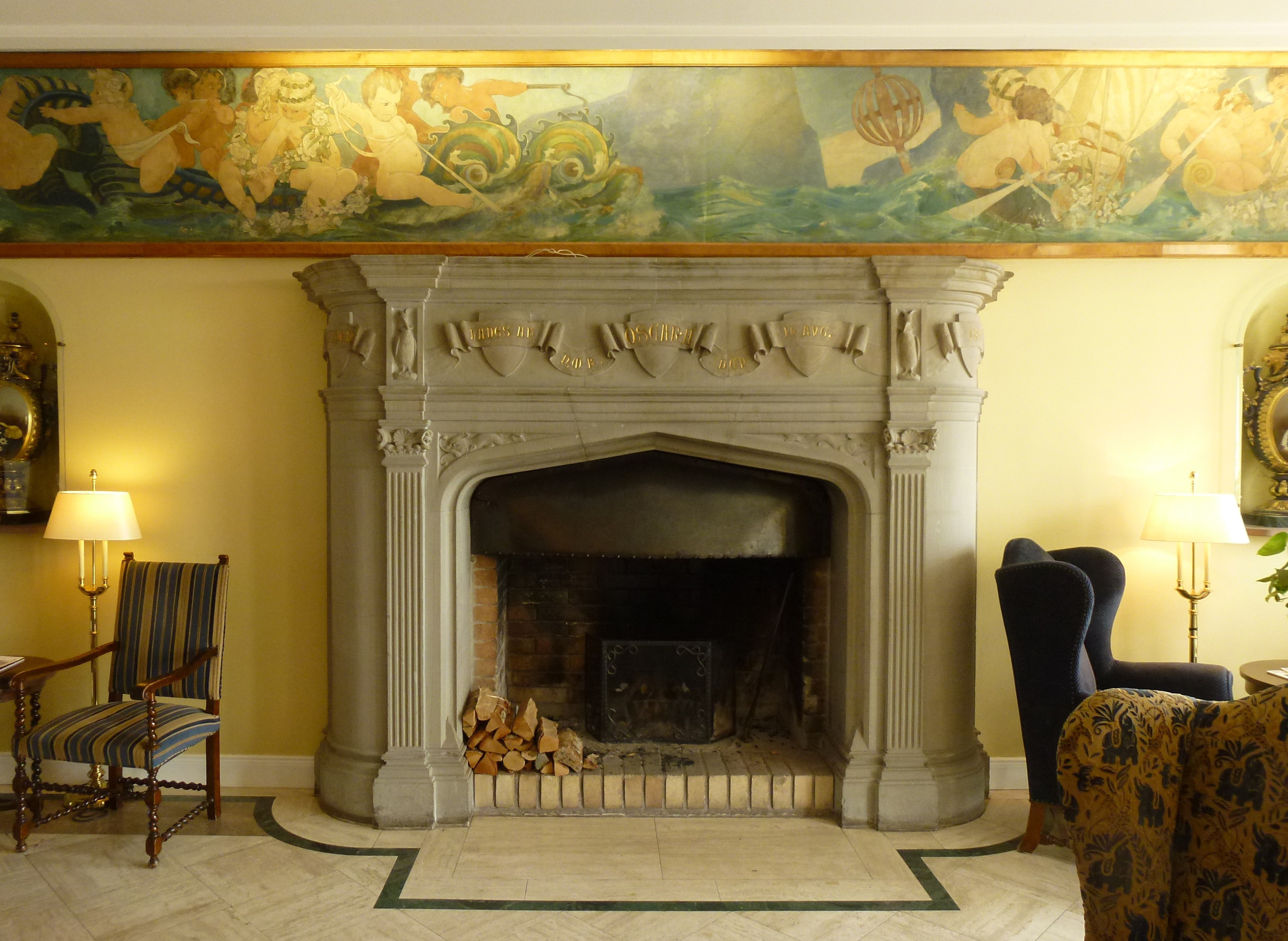
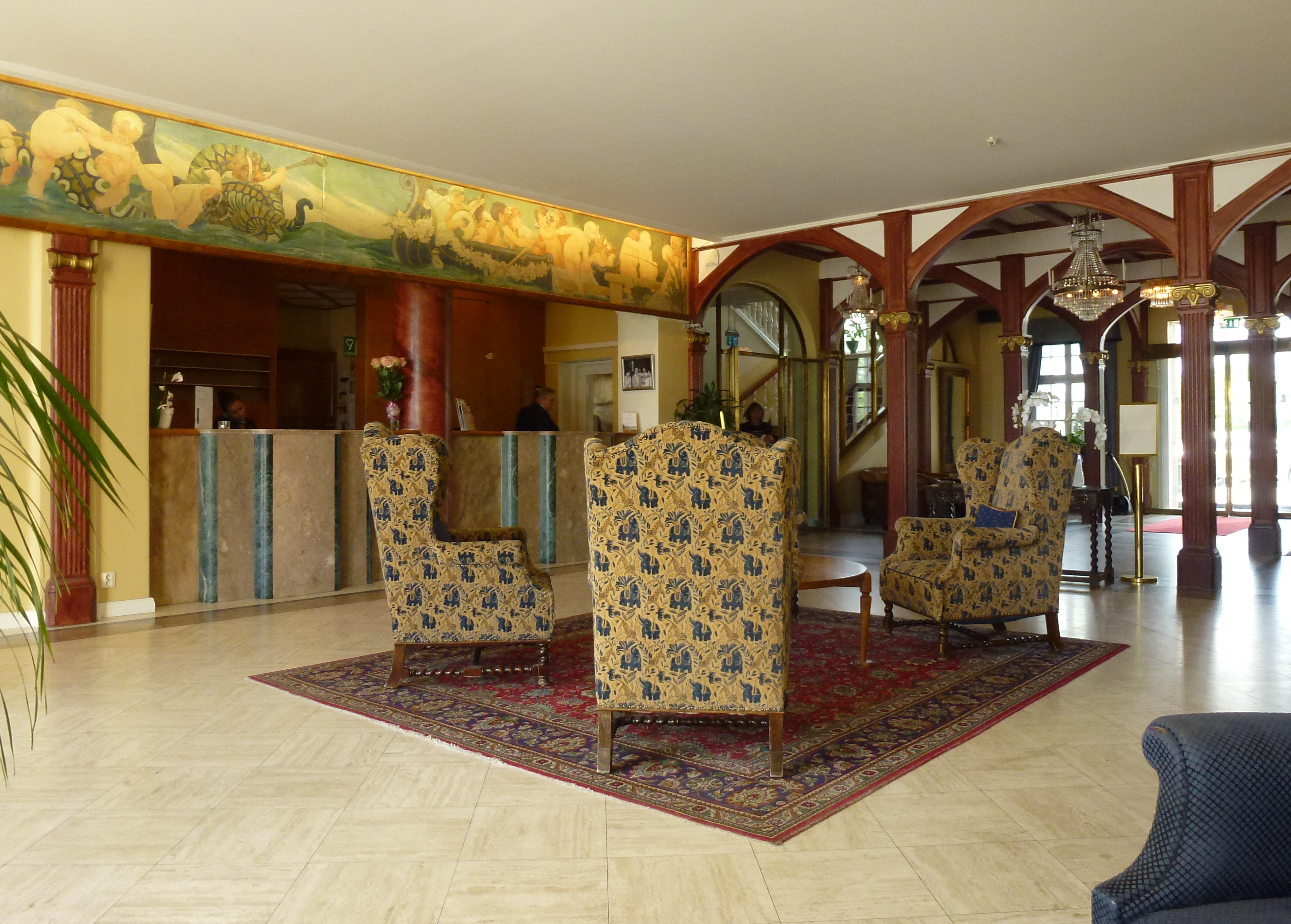
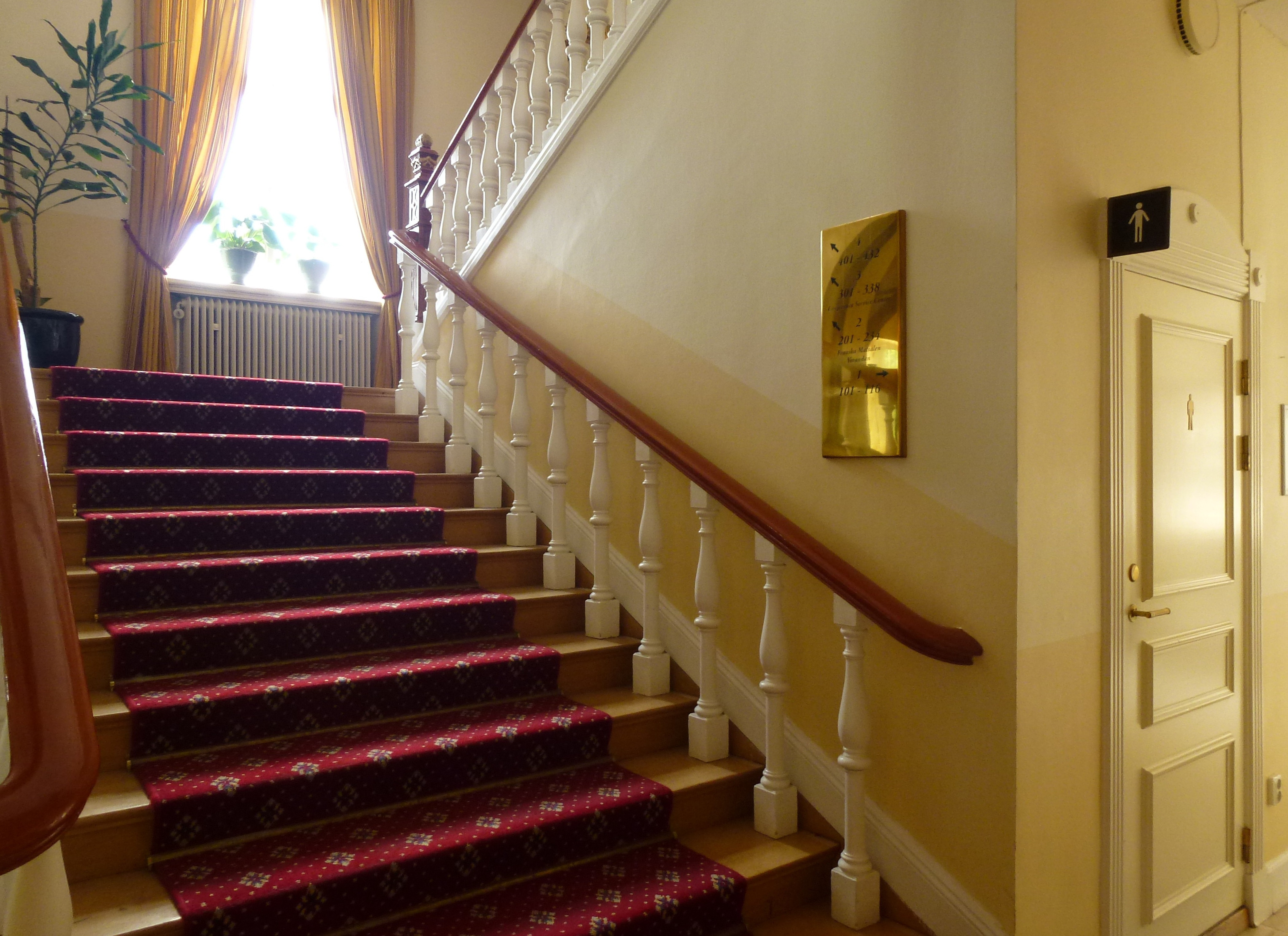